# Thorsten Hutter
Thorsten Hutter (* 23. Juli 1960 in Hamburg) ist ein deutscher Diplomat. Er war seit August 2020 Leiter des Referats für Ostafrika und Horn von Afrika im Auswärtigen Amt. Vorher war er von August 2016 bis August 2020 Botschafter in Simbabwe. Im Juli 2023 übernahm Hutter die Leitung der deutschen Botschaft in Namibia und wurde am 19. Oktober 2023 als deutscher Botschafter für Namibia akkreditiert.

## Leben
Thorsten Hutter absolvierte von 1978 bis 1980 eine Ausbildung zum Außenhandelskaufmann und studierte dann von 1980 bis 1987 Politikwissenschaft und Amerikanistik in Tübingen und Medford. Seit 1981 ist er Mitglied des Corps Suevia Tübingen. Von 1987 bis 1988 nahm er am Congressional Fellowship Program in Washington, D.C. teil und promovierte anschließend in Tübingen mit einer Arbeit über Charakteristika und Bestimmungsfaktoren der europäischen Raumfahrtpolitik.
Hutter ist verwitwet und hat vier Kinder.

## Laufbahn
Thorsten Hutter trat 1990 in den Auswärtigen Dienst ein, arbeitete von 1991 bis 1992 im Nordamerika-Referat des Auswärtigen Amtes und ging dann bis 1995 an die Botschaft in Washington. Es folgte von 1995 bis 1997 eine Verwendung an der Botschaft in Seoul.
1997 kam Hutter zum Referat für Russland, Ukraine, Belarus und Moldau im Auswärtiges Amt, war danach von 2000 bis 2003 an der Botschaft in Nairobi tätig, bevor er 2003 stellvertretender Leiter des Sonderstabs Irak im Auswärtiges Amt wurde. Von 2004 an war er Leiter der Arbeitseinheit Irak im Auswärtiges Amt. 2006 ging Hutter als stellvertretender Leiter der politischen Abteilung an die Botschaft in Moskau. 2010 kehrte er ins Auswärtige Amt zurück und wurde Leiter des Referats für Mitteleuropa. Nach einer Verwendung als Ständiger Vertreter an der Botschaft in Jakarta, Indonesien wurde Hutter im August 2016 zum Botschafter der Bundesrepublik Deutschland in Harare, Simbabwe ernannt, wo er auf Ullrich Wilhelm Klöckner folgte. Im August 2020 wechselte er als Referatsleiter für Ostafrika und Horn von Afrika zurück nach Berlin. Im Juli 2023 wechselte er als Leiter der deutschen Botschaft nach Namibia und überreichte am 19. Oktober 2023 sein Beglaubigungsschreiben an den Präsidenten Namibias, Hage Geingob.